# Coupe des nations de saut d'obstacles 2017
Navigation
Édition précédente Édition suivante
La Coupe des nations de saut d'obstacles 2017 est la 15e édition du circuit coupe des nations organisé par la FEI.

## Nations participantes
Pays participants par divisions :
| Europe, Division 1                                                            | Europe, Division 2 | Amérique du Nord                                                    | Amérique du Sud                                                       | Afrique                                | Asie                              | Moyen-Orient                                            |
| ----------------------------------------------------------------------------- | --- | ------------------------------------------------------------------- | --------------------------------------------------------------------- | -------------------------------------- | --------------------------------- | ------------------------------------------------------- |
| - Espagne - France - Allemagne - Irlande - Italie - Pays-Bas - Suisse - Suède | - Autriche - Belgique - Bulgarie - Tchéquie - Danemark - Finlande - Royaume-Uni - Grèce - Hongrie - Israël - Luxembourg - Norvège - Pologne - Portugal - Russie - Slovénie - Slovaquie - Turquie - Ukraine | - Canada - Salvador - Guatemala - Mexique - Porto Rico - États-Unis | - Argentine - Brésil - Chili - Colombie - Pérou - Uruguay - Venezuela | - Australie - Japon - Nouvelle-Zélande | - Égypte - Maroc - Afrique du Sud | - Arabie saoudite - Qatar - Syrie - Émirats arabes unis |

## Calendrier et résultats

### Europe, Division 1
| Date                      | Ville      | Pays        | Type    | Équipe vainqueur |
| ------------------------- | ---------- | ----------- | ------- | ---------------- |
| 26 avril au 30 avril 2017 | Lummen     | Belgique    | CSIO-5* | Allemagne        |
| 11 au 14 mai 2017         | La Baule   | France      | CSIO-5* | France           |
| 24 au 28 mai 2017         | Rome       | Italie      | CSIO-5* | Italie           |
| 1er au 4 juin 2017        | Saint-Gall | Suisse      | CSIO-5* | Italie           |
| 22 au 25 juin 2017        | Rotterdam  | Pays-Bas    | CSIO-5* | Suède            |
| 13 au 16 juillet 2017     | Falsterbo  | Suède       | CSIO-5* | Pays-Bas         |
| 27 au 30 juillet 2017     | Hickstead  | Royaume-Uni | CSIO-5* | Brésil           |
| 9 au 13 août 2017         | Dublin     | Irlande     | CSIO-5* | États-Unis       |

### Europe, Division 2
| Date                      | Ville          | Pays       | Type    | Équipe vainqueur |
| ------------------------- | -------------- | ---------- | ------- | ---------------- |
| 4 au 7 mai 2017           | Linz-Ebelsberg | Autriche   | CSIO-4* | Italie           |
| 11 au 14 mai 2017         | Drammen        | Norvège    | CSIO-3* | Irlande          |
| 25 au 28 mai 2017         | Lisbonne       | Portugal   | CSIO-3* | Belgique         |
| 1 au 5 juin 2017          | Uggerhalne     | Danemark   | CSIO-3* | Danemark         |
| 8 au 11 juin 2017         | Sopot          | Pologne    | CSIO-3* | États-Unis       |
| 29 juin au 2 juillet 2017 | Roeser         | Luxembourg | CSIO-3* | Belgique         |
| 10 au 13 août 2017        | Celje          | Slovénie   | CSIO-3* | Annulé           |
| 30 au 4 septembre 2017    | Gijón          | Espagne    | CSIO-5* | France           |

### Amérique du Nord, Amérique centrale et Caraïbes
| Date                  | Ville     | Pays       | Type    | Équipe vainqueur |
| --------------------- | --------- | ---------- | ------- | ---------------- |
| 14 au 19 février 2017 | Ocala     | États-Unis | CSIO-4* | Irlande          |
| 4 mai au 7 mai 2017   | Coapexpan | Mexique    | CSIO-4* | Mexique          |
| 31 mai au 4 juin 2017 | Langley   | Canada     | CSIO-3* | Canada           |

### Moyen-Orient
| Date                  | Ville  | Pays                | Type    | Équipe vainqueur |
| --------------------- | ------ | ------------------- | ------- | ---------------- |
| 15 au 18 février 2017 | Al-Aïn | Émirats arabes unis | CSIO-5* | France           |

### Finale

#### Équipes qualifiées
| Division           | Qualifiés                                                            |
| ------------------ | -------------------------------------------------------------------- |
| Europe, Division 1 | Espagne, France, Allemagne, Irlande, Italie, Pays-Bas, Suisse, Suède |
| Europe, Division 2 | Belgique, Royaume-Uni                                                |
| Amérique du Nord   | Canada, États-Unis                                                   |
| Amérique du Sud    | Brésil (la Colombie est qualifié mais s'est retirée)                 |
| Afrique            | L'Égypte s'est retirée                                               |
| Océanie            | Nouvelle-Zélande (l'Australie s'est retirée)                         |
| Moyen-Orient       | Émirats arabes unis, Qatar                                           |

#### Résultat
| Date                   | Ville     | Pays    | Type    | Équipe vainqueur |
| ---------------------- | --------- | ------- | ------- | ---------------- |
| 29 au 1er octobre 2017 | Barcelone | Espagne | CSIO-5* | Pays-Bas         |